# Apristurus bucephalus
Apristurus bucephalus és una espècie de peix de la família dels esciliorrínids i de l'ordre dels carcariniformes.

## Morfologia
- Les femelles poden assolir 67,5 cm de longitud total.[4]

## Hàbitat
És un peix marí que viu entre 1030-1140 m de fondària.

## Distribució geogràfica
Es troba a Austràlia Occidental.